# أمجد خان (لاعب كريكت)
أمجد خان (14 أكتوبر 1980 في الدنمارك - ) (بالإنجليزية: Amjad Khan) هو لاعب كريكت بريطاني. شارك مع منتخب إنجلترا للكريكت ومنتخب الدنمارك الوطني للكريكت. أما مع النوادي، فقد لعب مع Kent County Cricket Club ‏ ونادي مقاطعة ساسكس للكركيت ‏.

## وصلات خارجية
- أمجد خان على موقع إي آس بي آن كريك إنفو (الإنجليزية)